# Élection présidentielle tchèque de 2013
 (août 2021).
Si vous disposez d'ouvrages ou d'articles de référence ou si vous connaissez des sites web de qualité traitant du thème abordé ici, merci de compléter l'article en donnant les références utiles à sa vérifiabilité et en les liant à la section « Notes et références ».
L'élection présidentielle tchèque de 2013, cinquième élection présidentielle de la République tchèque et première au suffrage universel direct, est un scrutin visant à élire le troisième président de la République tchèque pour un mandat de cinq ans. Le premier tour de scrutin se tient les 11 et 12 janvier 2013 tandis que le second tour a été convoqué les 25 et 26 janvier suivants.
À l'issue du premier tour, le candidat Miloš Zeman, d'obédience social-démocrate, et le ministre sortant des Affaires étrangères, Karel Schwarzenberg se qualifient tous les deux pour le second tour, respectivement avec 24,21% et 23,40%; c'est le premier qui est finalement élu président de la République tchèque avec 2 717 405 voix, soit 54,80% des suffrages exprimés contre  2 241 171 voix et 45,19% des suffrages.
Conformément à la Constitution, le président de la République sortant, Václav Klaus, ne peut concourir à ce scrutin après avoir exercé deux mandats consécutifs. Le président élu, Miloš Zeman, lui succède officiellement le 8 mars 2013 pour un mandat de cinq ans.

## Contexte

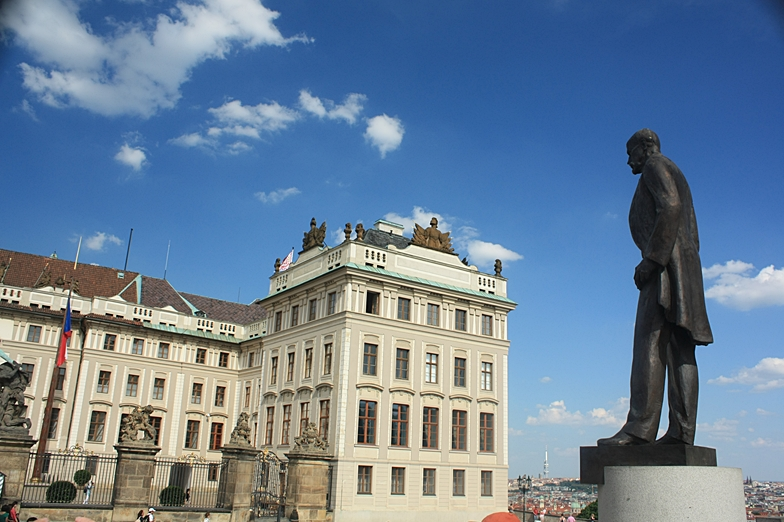
Le château de Prague, résidence officielle du président tchèque.

Entre 1993 et 2012, la Constitution prévoit que le président de la République tchèque, chef de l'État et des Forces armées, est élu au suffrage universel indirect. La convocation des membres des deux chambres du Parlement que sont la Chambre des députés et le Sénat devait avoir pour issue l'élection d'un président pour un mandat de cinq ans, renouvelable une seule fois. Cette procédure, réputée très complexe, a été néanmoins critiquée, à la fois par des juristes et des personnalités politiques, qui proposaient une alternative à ce système électoral : d'une part, l'élection du chef de l'État à main levée ; d'autre part, l'élection du président de la République au suffrage universel direct.
Depuis l'instauration du régime, le pays a été présidé par deux hommes : Václav Havel (indépendant), de 1993 à 2003 et Václav Klaus (ex-ODS), depuis 2003. Tous les deux, candidats à leur réélection, ont été reconduits par les grands électeurs, le premier en 1998 et le second en 2008, à la fin de leurs premiers quinquennats respectifs.
Durant la campagne des élections législatives de 2010, le président de l'ODS, Petr Nečas, a proposé, dans son programme, la modification du mode de scrutin relatif à l'élection du président de la République. La mesure, finalement adoptée au mois d'octobre 2012 par les deux chambres du Parlement à l'occasion d'une révision de la Constitution, a été sévèrement critiquée par le chef de l'État sortant, Václav Klaus, qui s'est dit convaincu que cette initiative, « erronée », serait une « erreur fatale », expliquant qu'à ses yeux, le président élu serait d'abord « désigné par les médias » puis par les citoyens qui seraient amenés à valider le choix desdits médias.

## Système électoral
Le Président de la République tchèque est élu au scrutin uninominal majoritaire à deux tours pour un mandat de cinq ans, non renouvelable de manière consécutive. Est élu le candidat qui remporte au premier tour la majorité absolue des suffrages exprimés. À défaut, un second tour est convoqué dans les quatorze jours qui suivent afin de départager les deux candidats arrivés en tête au premier. Est alors élu le candidat qui réunit le plus de voix au second tour. Dans les deux cas, le président du Sénat proclame élu le candidat vainqueur.
L'élection a lieu pour la première fois au suffrage universel direct depuis une révision constitutionnelle effectuée en 2012. Auparavant, le président tchèque était élu au suffrage indirect par les deux chambres du Parlement.

### Candidatures

Le drapeau présidentiel tchèque.

La Constitution de la Tchéquie, loi fondamentale du pays, détermine les conditions d'une candidature à l'élection présidentielle, régies par l'article 57(1) de ladite Constitution, qui dispose que « tout citoyen éligible au Sénat peut être élu président de la République », soit tout citoyen détenant la nationalité tchèque, le droit de vote et ayant atteint au moins l'âge de quarante ans.
Toute candidature, pour qu'elle soit validée, doit obtenir l'appui d'au moins vingt députés, ou dix sénateurs ou les signatures de 50 000 électeurs. Les candidats ayant recueilli ces parrainages doivent ensuite les remettre au plus tard soixante-six jours avant le scrutin au ministère de l'Intérieur, qui doit les examiner, les approuver ou les rejeter si elles ne devaient pas être conformes à toutes les exigences légales. Ces dispositions juridiques concernent également le président de la République sortant en cas de sollicitation d'un second mandat.

## Candidats
Un candidat à l'élection présidentielle tchèque peut concourir au scrutin s'il parvient à recueillir 50 000 signatures de citoyens tchèques, ou le parrainage de 20 députés ou 10 sénateurs. Les signatures et parrainages doivent être présentés 66 jours avant le premier tour de scrutin.
Au 19 novembre 2012, le scrutin comptait neuf candidats, déclarés aptes à concourir à l'occasion de l'élection présidentielle :

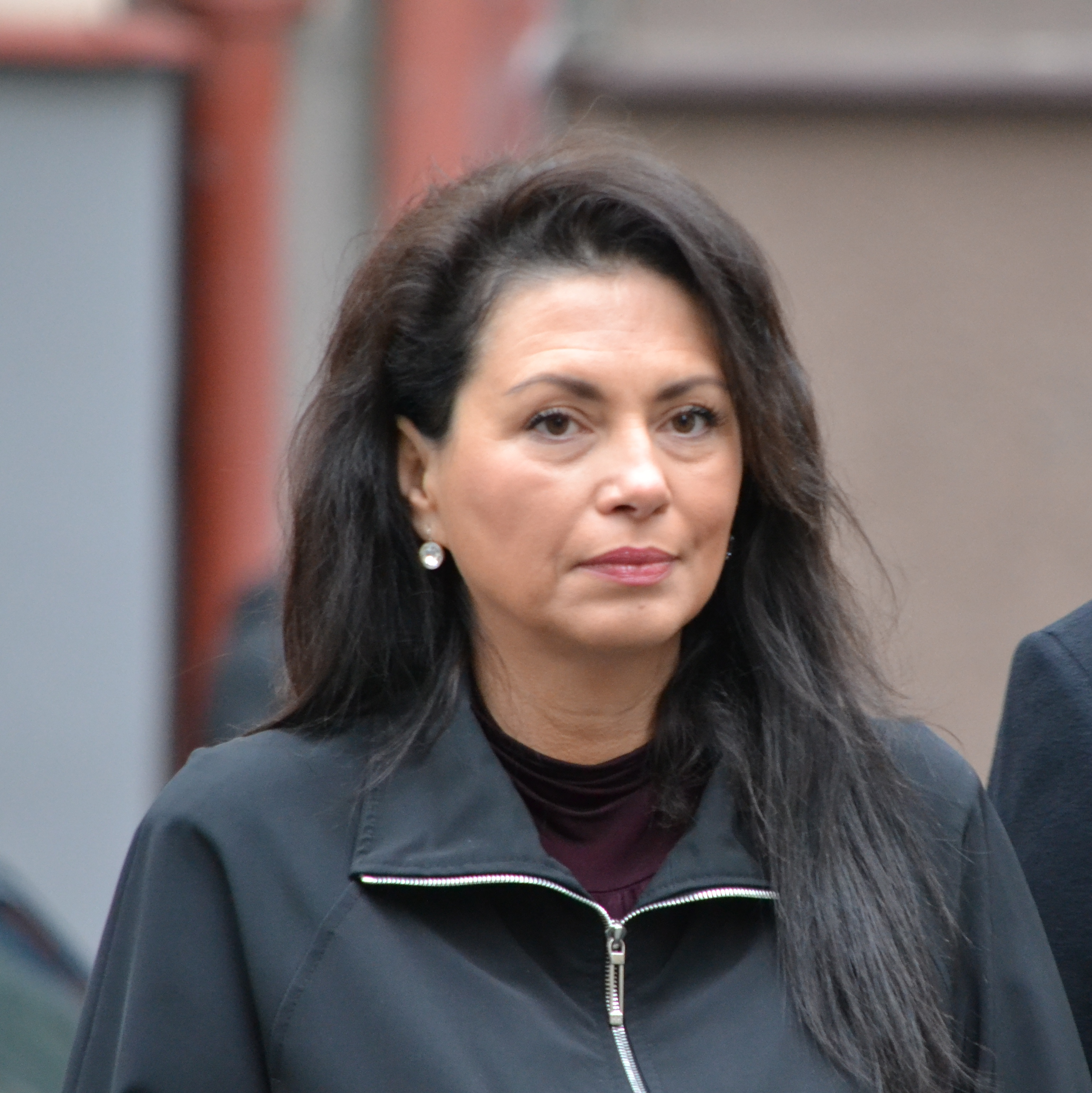
Jana Bobošíková (SUVERENITA)
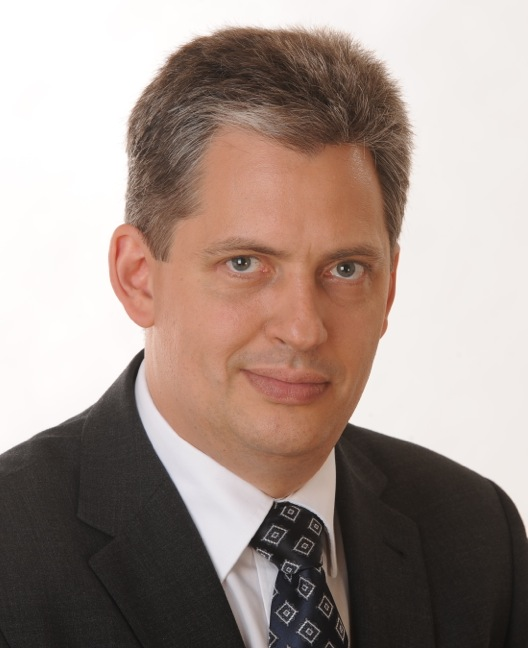
Jiří Dienstbier (ČSSD)
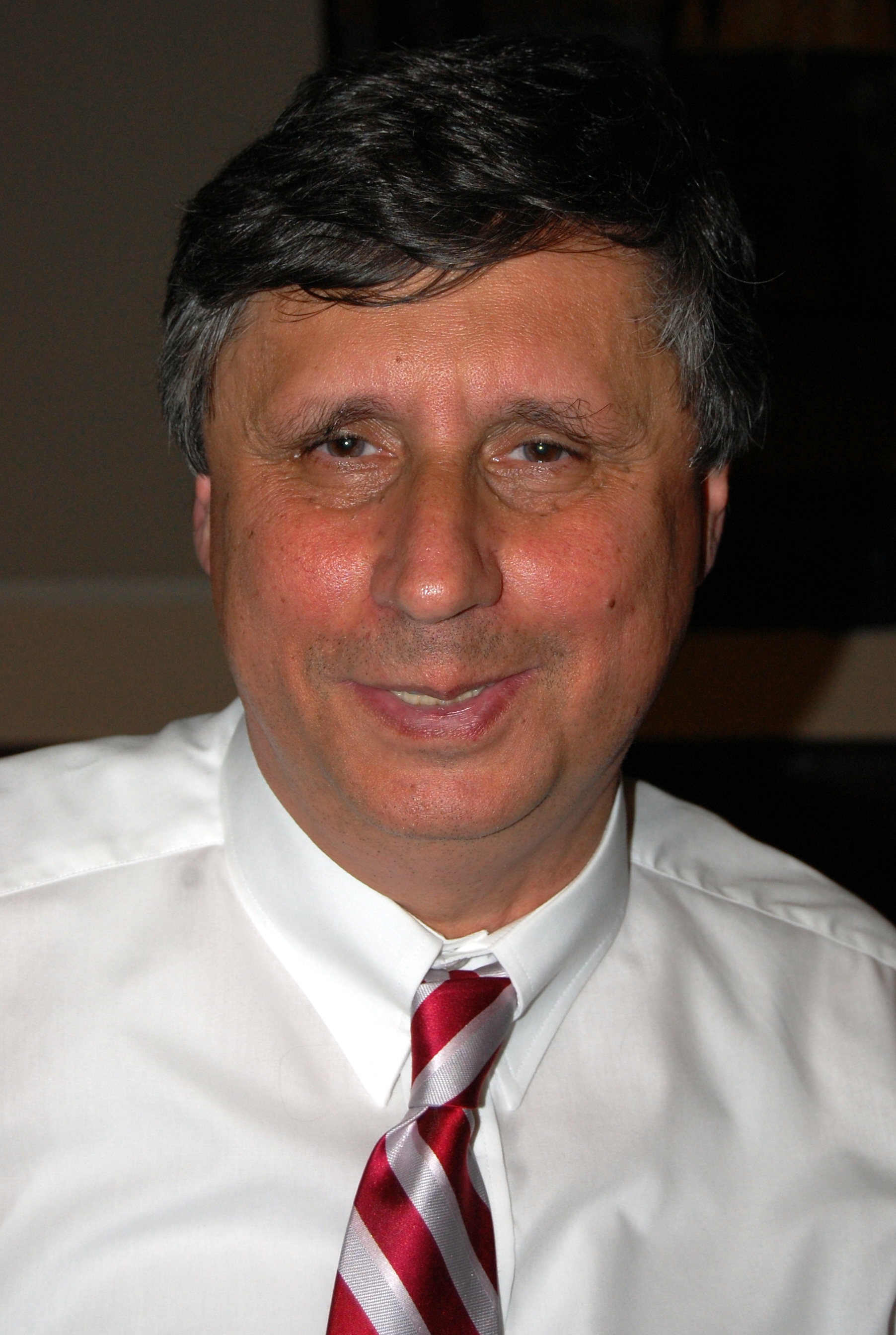
Jan Fischer (Indépendant)
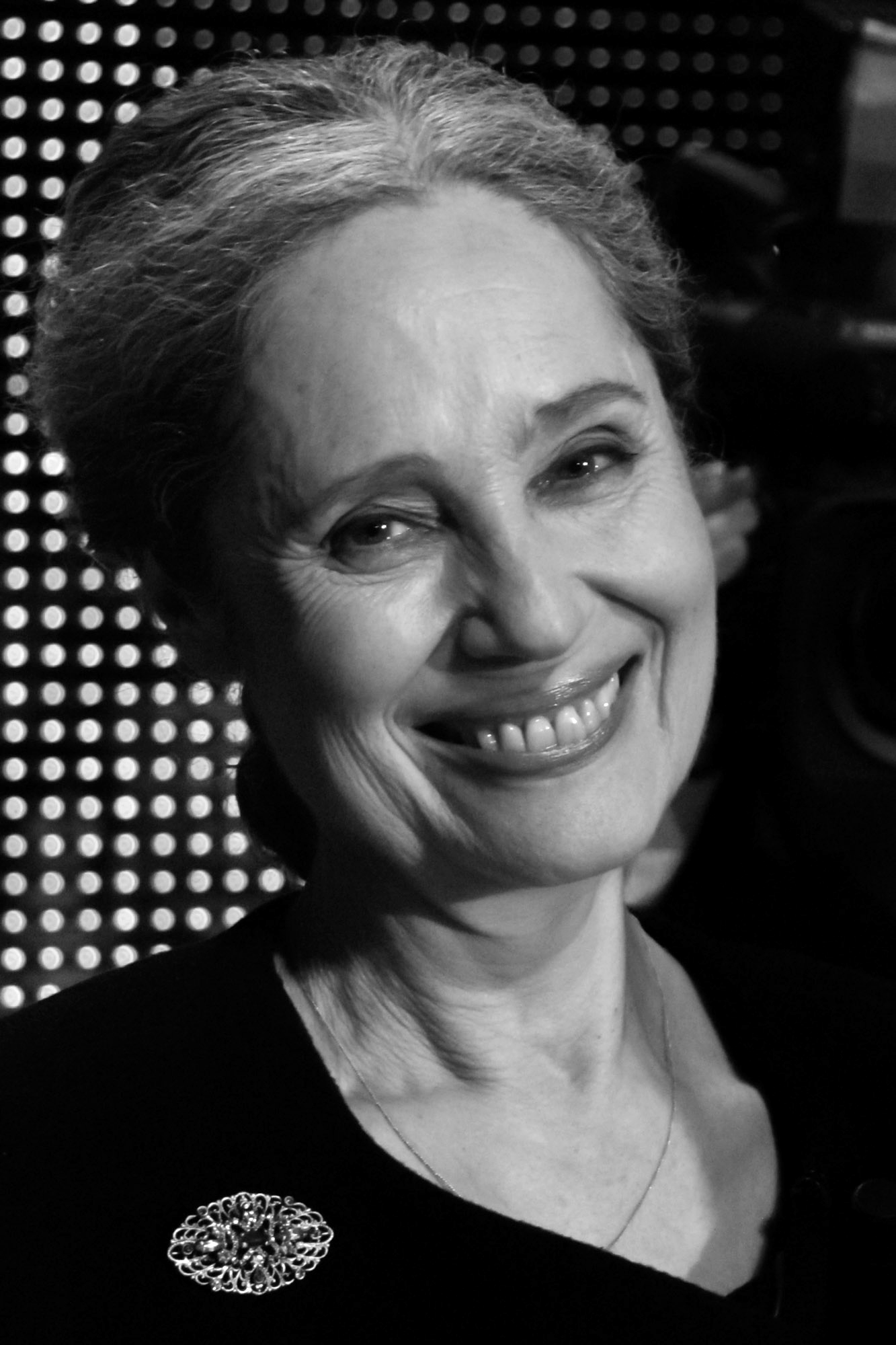
Táňa Fischerová (Strana zelených)
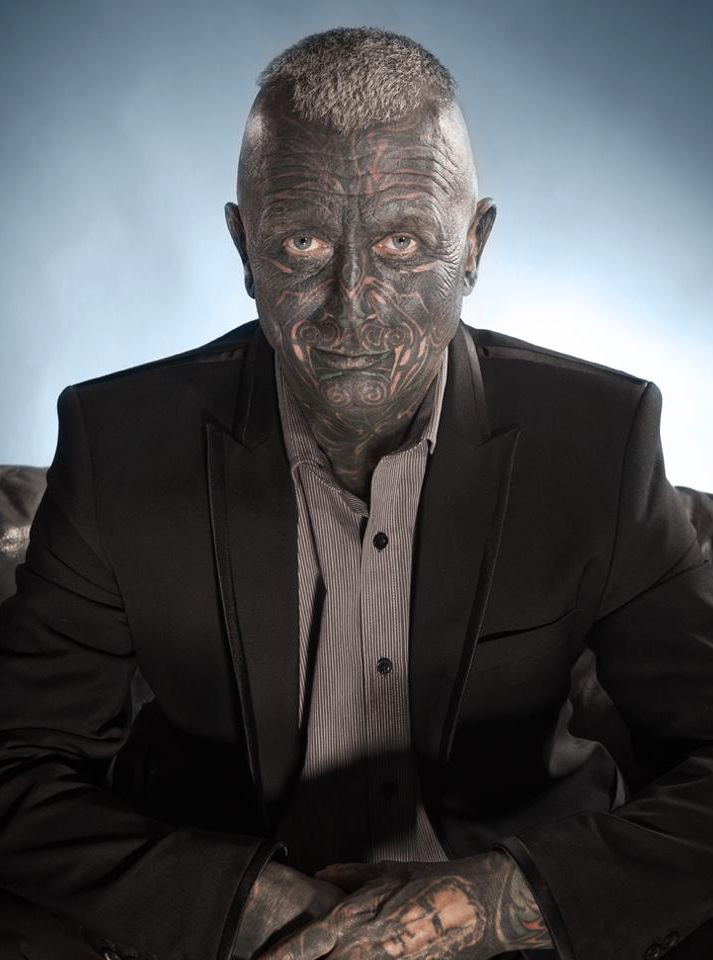
Vladimír Franz (Indépendant)
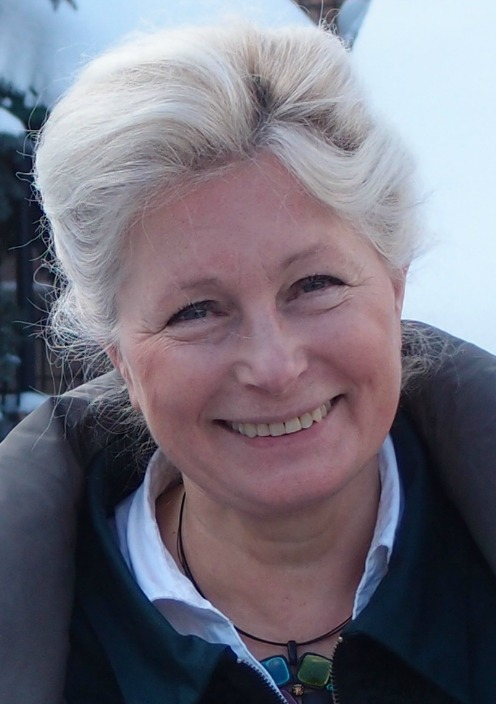
Zuzana Roithová (KDU–ČSL)
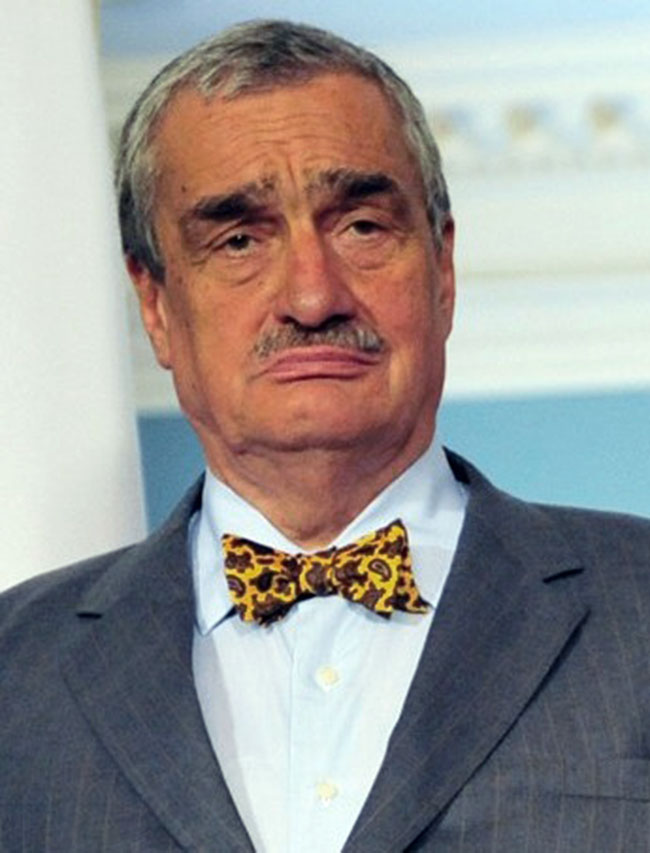
Karel Schwarzenberg (TOP 09)
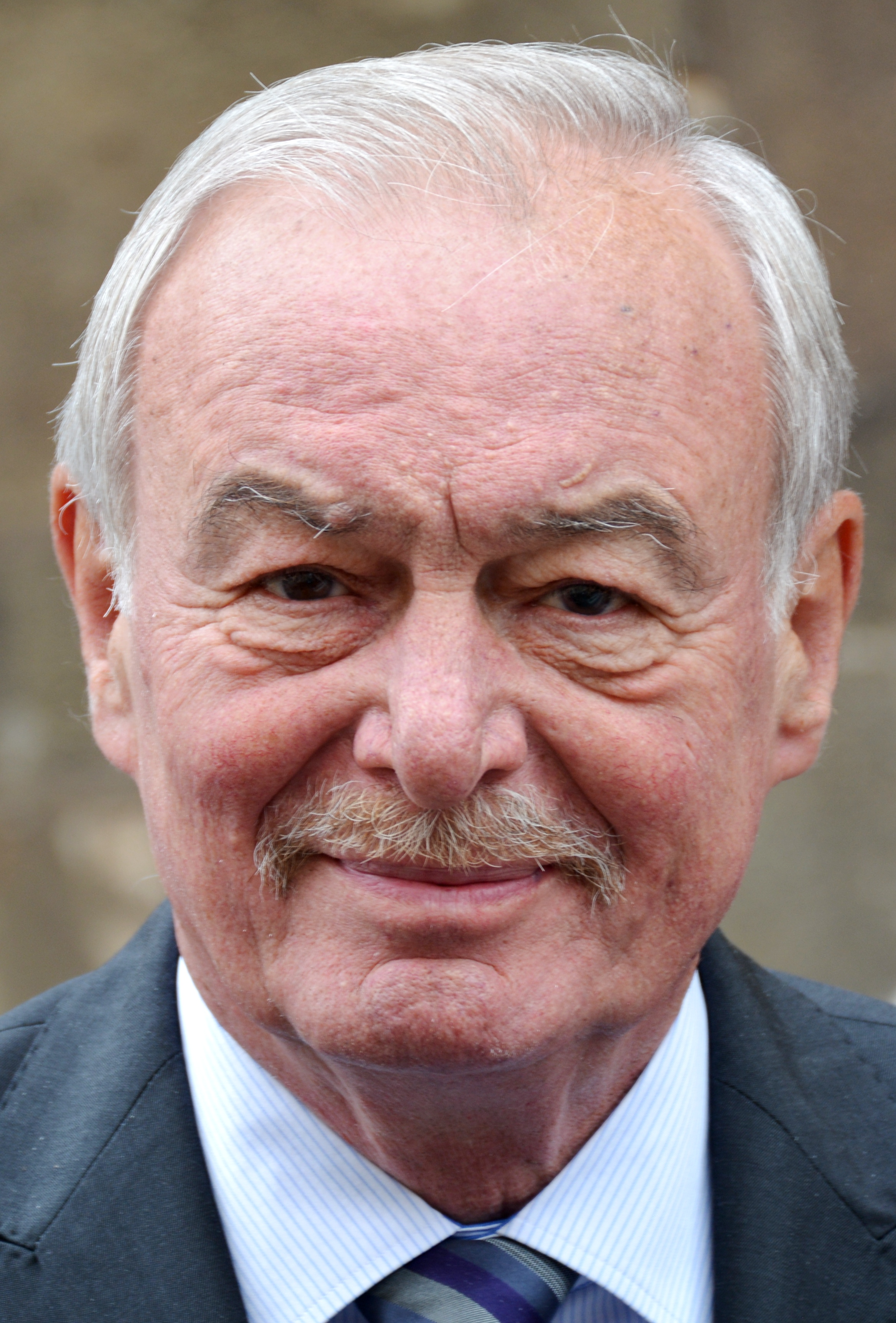
Přemysl Sobotka (ODS)
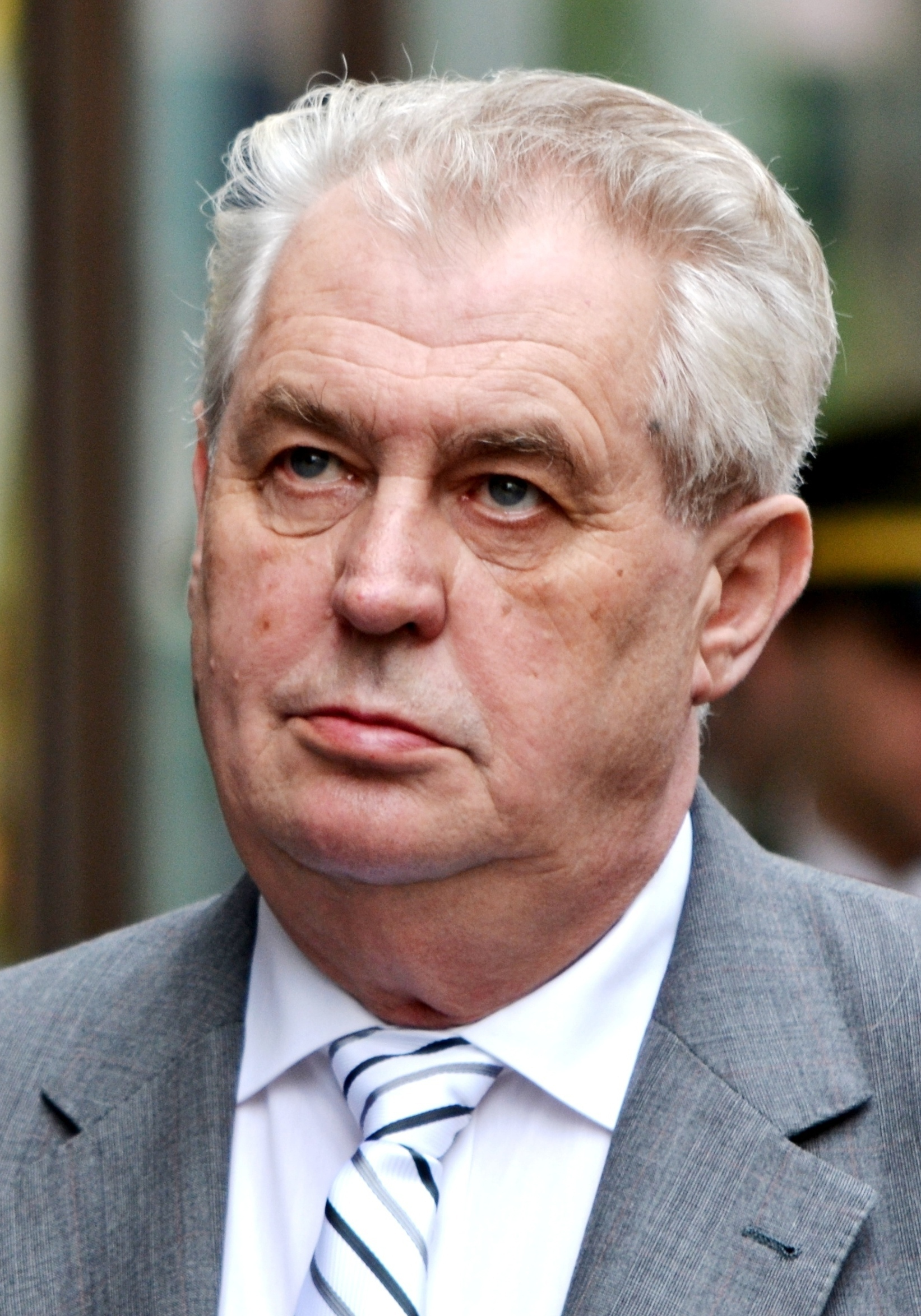
Miloš Zeman (SPOZ)

- Jana Bobošíková (SUVERENITA, « Souveraineté »), ex-députée européenne (2004-2009), fermement opposée à l'Union européenne ;
- Jiří Dienstbier (ČSSD), fils de l'ancien ministre Jiří Dienstbier, sénateur ;
- Jan Fischer (Indépendant), ancien président du gouvernement (2009-2010) ;
- Táňa Fischerová (Strana zelených), artiste, ancienne membre de la Chambre des députés ;
- Vladimír Franz (Indépendant), artiste ;
- Zuzana Roithová (KDU–ČSL), ancienne ministre de la Santé, députée européenne depuis 2004 ;
- Karel Schwarzenberg (TOP 09), prince de Schwarzenberg, ministre des Affaires étrangères (2007-2009, puis 2010-)
- Přemysl Sobotka (ODS), sénateur, ancien président du Sénat (2004-2010) ;
- Miloš Zeman (SPOZ), ancien président de la Chambre des députés (1996-1998), ancien président du gouvernement (1998-2002).

De tous les candidats, Miloš Zeman est celui qui obtient le nombre le plus élevé de parrainages de citoyens nécessaires pour pouvoir participer à l'élection (82 856).

## Résultats
| Candidat                 | Candidat                 | Étiquette                | 1er tour  | 1er tour | 2e tour   | 2e tour |
| Candidat                 | Candidat                 | Étiquette                | Voix      | %        | Voix      | %       |
| ------------------------ | ------------------------ | ------------------------ | --------- | -------- | --------- | ------- |
|                          | Miloš Zeman              | SPOZ                     | 1 245 848 | 24,21    | 2 717 405 | 54,80   |
|                          | Karel Schwarzenberg      | TOP 09                   | 1 204 195 | 23,40    | 2 241 171 | 45,20   |
|                          | Jan Fischer              | Indépendant              | 841 437   | 16,35    |           |         |
|                          | Jiří Dienstbier          | ČSSD                     | 829 297   | 16,12    |           |         |
|                          | Vladimír Franz           | Indépendant              | 351 916   | 6,84     |           |         |
|                          | Zuzana Roithová          | KDU-ČSL                  | 255 045   | 4,95     |           |         |
|                          | Táňa Fischerová          | SZ                       | 166 211   | 3,23     |           |         |
|                          | Přemysl Sobotka          | ODS                      | 126 846   | 2,46     |           |         |
|                          | Jana Bobošíková          | SUVERENITA               | 123 096   | 2,39     |           |         |
|                          |                          |                          |           |          |           |         |
| Votes valides            | Votes valides            | Votes valides            | 5 143 966 | 99,53    | 4 958 576 | 99,50   |
| Votes blancs et nuls     | Votes blancs et nuls     | Votes blancs et nuls     | 24 195    | 0,47     | 24 905    | 0,50    |
| Total                    | Total                    | Total                    | 5 168 161 | 100      | 4 983 481 | 100     |
| Abstention               | Abstention               | Abstention               | 3 267 361 | 38,69    | 3 451 167 | 40,89   |
| Inscrits / participation | Inscrits / participation | Inscrits / participation | 8 435 522 | 61,31    | 8 434 648 | 59,11   |

### Premier tour
Comme les sondages l'annonçaient depuis le mois de décembre 2012, l'ancien président du gouvernement social-démocrate, Miloš Zeman, arrive en tête du premier tour. Il est suivi du premier vice-président du gouvernement et ministre des Affaires étrangères, le conservateur libéral Karel Schwarzenberg, ce qui constitue une surprise puisque le chef de la diplomatie n'a jamais percé dans les enquêtes d'opinion.
Classé troisième, l'indépendant Jan Fischer, à la tête d'un gouvernement de technocrates entre mai 2009 et juin 2010, échoue à accéder au second tour, alors qu'il était l'un des favoris du scrutin. Il est même talonné par le candidat des sociaux-démocrates, Jiří Dienstbier. Parmi les autres prétendants, seul Vladimír Franz, artiste tatoué sur l'ensemble du corps, réussit à franchir la barre des 5 % des suffrages exprimés.
Au lendemain du scrutin, le ČSSD et le Parti communiste de Bohême et Moravie, qui n'a pas de candidat, déclarent appuyer Zeman. Schwarzenberg reçoit, pour sa part, le soutien de Zuzana Roithová et Přemysl Sobotka. Fischer, qui ne rallie aucun des deux qualifiés, fait tout de même savoir qu'il se sent plus proche du ministre des Affaires étrangères que du vainqueur du premier tour. Mais, à la suite des déclarations de ce dernier sur les décrets Beneš, il déclare qu'il ne votera pas pour Schwarzenberg.

### Second tour
Après une campagne marquée par des attaques personnelles et partisanes, Miloš Zeman, un « vétéran de la gauche tchèque » tel qu'il est présenté par les médias nationaux et européens, remporte le premier scrutin présidentiel direct, devenant ainsi le troisième président de la République tchèque depuis la Révolution de Velours, derrière Václav Havel et Václav Klaus, tous deux élus par le Parlement.
Défait, Karel Schwarzenberg, pourtant soutenu par une bonne partie du milieu culturel national, reconnaît la victoire de son concurrent.